# Читага
Читага (исп. Chitagá) — город и муниципалитет в северо-восточной части Колумбии, на территории департамента Северный Сантандер. Входит в состав Юго-Западного субрегиона.

## История
Поселение, из которого позднее вырос город, было основано 12 декабря 1804 года. Муниципалитет Читага был выделен в отдельную административную единицу в 1808 году.

## Географическое положение

Муниципалитет Читага

Город расположен в южной части департамента, в горной местности Восточной Кордильеры, на расстоянии приблизительно 82 километров к юго-юго-западу (SSW) от города Кукута, административного центра департамента. Абсолютная высота — 2352 метра над уровнем моря.
Муниципалитет Читага граничит на севере с территориями муниципалитетов Какота, Памплона и Лабатека, на западе — с муниципалитетом Санто-Доминго-де-Силос, на северо-востоке — с муниципалитетом Толедо, на юго-востоке — с территорией департамента Бояка, на юго-западе — с территорией департамента Сантандер. Площадь муниципалитета составляет 1172 км².

## Население
По данным Национального административного департамента статистики Колумбии, совокупная численность населения города и муниципалитета в 2015 году составляла 10 373 человека.
Динамика численности населения муниципалитета по годам:
| 2005   | 2006   | 2007   | 2008   | 2009   | 2010   | 2011   | 2012   | 2013   | 2014   | 2015   |
| ------ | ------ | ------ | ------ | ------ | ------ | ------ | ------ | ------ | ------ | ------ |
| 10 179 | 10 199 | 10 219 | 10 239 | 10 259 | 10 278 | 10 297 | 10 317 | 10 335 | 10 354 | 10 373 |

Согласно данным переписи 2005 года мужчины составляли 50,8 % от населения Читаги, женщины — соответственно 49,2 %. В расовом отношении белые и метисы составляли 96,4 % от населения города; индейцы — 3,6 %.
Уровень грамотности среди всего населения составлял 85 %.

## Экономика
77,8 % от общего числа городских и муниципальных предприятий составляют предприятия торговой сферы, 18,3 % — предприятия сферы обслуживания, 3,9 % — промышленные предприятия.

## Транспорт
Через город проходит национальное шоссе № 55 (исп. Ruta Nacional 55).